# Снежина, Татьяна Валерьевна
Татья́на Вале́рьевна Сне́жина (настоящая фамилия — Печёнкина; 14 мая 1972, Ворошиловград, Украинская ССР, СССР — 21 августа 1995, 105-й километр Чуйского Тракта (между городом Черепаново и посёлком Майским), Новосибирская область, Россия) — российская поэтесса, композитор, автор лирических песен, певица. Автор более чем 200 песен и множества стихов. Погибла в 1995 году в возрасте 23 лет, а в конце века стала знаменитой посмертно после исполнения Аллой Пугачёвой в 1997 году её песни «Позови меня с собой» и ещё нескольких десятков песен, вошедших в репертуар ведущих звёзд российской эстрады.

## Биография

### Рождение, детство, юность
Родилась 14 мая 1972 года в Ворошиловграде в семье старшего лейтенанта Советской Армии Печёнкина Валерия Павловича и его жены, технолога местного завода, Татьяны Георгиевны. К тому времени у них уже был старший сын Вадим. Вскоре, после рождения дочери, семья переехала на Камчатку. В автобиографии Снежина вспоминает:

Я родилась на Украине, и первыми моими впечатлениями от жизни были мелодичные украинские напевы из радиоприёмника рядом с детской кроваткой и мамина колыбельная. Мне не исполнилось и полугода, когда судьба перебросила меня из тёплого, плодородного края на суровую землю Камчатки. Первозданная красота Природы … Седые вулканы, заснеженные сопки, величественный простор океана. И новые детские впечатления: длинные зимние вечера, завывания пурги за окном, треск берёзовых поленьев в печи и нежные мамины руки, рождающие на свет незабываемые мелодии Шопена.— Татьяна Снежина
Татьяна рано научилась играть на пианино, устраивала домашние концерты с переодеваниями и исполнением песен из репертуара известных эстрадных певцов. На таких импровизированных «концертах» начала декламировать свои первые стихи.
В Петропавловске-Камчатском училась в музыкальной школе и общеобразовательной школе № 4 им. А. М. Горького. С 1981 года семья переехала и проживала в Москве.

Потом школа и новый переезд, на этот раз в Москву. И первое осознанное потрясение в жизни — потеря друзей, которые остались за тысячей непреодолимых километров, в том суровом и прекрасном краю. И на смену радостно-озорным детским строфам про «червячков и букашек» в голову вместе с ночными слезами по первой любви, «который там, далеко, в далёком и суровом краю», стали приходить грустные и вместе с тем лирические строки.— Татьяна Снежина
Среди школьных стихов можно найти посвящённые Александру Пушкину, декабристам, Зое Космодемьянской, событиям личной жизни. В поэзии звучат мотивы любви и смерти, на фоне юношеского романтизма начинается философское осмысление жизни.
Ещё в школьном возрасте решила стать врачом. Поступила во 2-й Московский медицинский институт, где продолжила заниматься творчеством, у неё появилась возможность петь свои песни студенческой аудитории. Студенты пытались записать их на кассеты, распространяли в кругу друзей, их родственников и знакомых.

…можно ли было уже тогда говорить о творчестве, не мне судить, но я этим жила… Частыми стали студенческие вечера с друзьями у клубного фортепьяно, кто-то из них незаметно записал то, что я пела и играла, на магнитофон, и кассеты стали расходиться по знакомым, друзьям, родственникам. Это был мой первый, а потому самый дорогой тираж…— Татьяна Снежина
В 1991 году был убит Игорь Тальков, который для Снежиной был кумиром:

И тут ЕГО смерть. Смерть великого Человека и Поэта — смерть Игоря Талькова, и сны, сны о нём. Сколько ещё не написано, сколько не спето. Почему так нужные России люди уходят рано — Пушкин, Лермонтов, Высоцкий, Тальков?— Татьяна Снежина
В 1992 году, в связи с командировкой отца, переехала вместе с родителями в Новосибирск. Поступила и училась в Новосибирском мединституте. Разлука с Москвой, новые друзья и впечатления дают новый толчок творчеству. Оно приобретает уже узнаваемый снежинский стиль.

### Шаги к успеху
В конце 1993 года Татьяна Снежина случайно познакомилась с коллективом московской музыкальной студии «КиС-С». В декабре 1993 года с ними начала работу над своим первым авторским музыкальным альбомом. Первой профессионально записанной песней стала «Роза». В апреле 1994 года состоялся дебют в Театре эстрады с песней «Было время». Татьяна решила попробовать свои силы в шоу-бизнесе, взяв псевдоним «Снежина». Вышла первая передача об её творчестве на «Радио России». Нарабатывая сценический опыт, Снежина пела на дискотеках, в клубах, студенческих музыкальных конкурсах. В тот год в студии была записана 21 песня, которые Снежина объединила в альбом под названием «Вспомни со мной». Бо́льшую часть этих песен, включая «Позови меня с собой», после её гибели взяли в свой репертуар звёзды российской эстрады. Как тогда говорила Снежина: «Это песни, которые получились из моих диалогов с собой, с моей душой, из моих слёз и моих радостей, из моей жизни».
Ещё не завершив этот альбом, Снежина уже планировала запись следующего.

 Сейчас продолжаю трудиться, сопрягая это с необходимостью окончить институт. Надеюсь выпустить, несмотря на сложность такого дела, как шоу-бизнес, свой первый альбом. Но уже в проекте запись второго. Ведь за годы творчества у меня накопилось около двухсот песен, которые ждут своего слушателя. Да и жизнь идёт своим чередом, новые впечатления, новые размышления, новые слова, которые нужно услышать и постараться понять. А главное — есть мечта. Конечно, надо ещё трудиться и трудиться, многому научиться, многое преодолеть, без этого нельзя, но пока есть мечта в душе, свет вдалеке и друзья у плеча — можно пройти сквозь огонь и не сгореть, переплыть через океан и не утонуть.— Татьяна Снежина
Но в начале февраля 1995 года, в очередной приезд в Москву, обнаружилось низкое качество итоговых записей. Вернувшись в Новосибирск, Снежина начала поиск нового творческого коллектива для доработки и выпуска альбома, записанного в Москве, и для работы над новым альбомом. В числе других адресатов её аудиоматериал получил музыкальный продюсер и руководитель студии «М & L Art» Сергей Бугаёв. В марте 1995 года он предложил Снежиной сотрудничество, а через пару месяцев состоялся дебют песни «Музыкант».
Снежина училась в институте, занималась хореографией, брала уроки вокала. В сентябре был запланирован выпуск магнитоальбома, потом ряд клипов, в 1996 году — выпуск компакт-диска.
В мае Бугаёв сделал Снежиной предложение выйти замуж. В июле она дала своё согласие. 15 августа 1995 года было объявлено об их свадьбе, которая должна была состояться 13 сентября.

### Гибель
В «Студии-8» записывался альбом Снежиной, выход которого планировался той же осенью. 18 августа 1995 года состоялась презентация нового продюсерского проекта. Снежина неожиданно вместо эстрадных песен исполнила два собственных романса под гитару «Звезда моя» и «Если я умру раньше времени».

Если я умру раньше времени,
Пусть меня унесут белы лебеди
Далеко, далеко, в край неведомый,
Высоко, высоко, в небо светлое…— Татьяна Снежина
Тем же вечером Бугаёв одолжил у друзей микроавтобус «Ниссан», и они с Татьяной и своими друзьями поехали в Горный Алтай за мёдом и облепиховым маслом.
Три дня спустя, 21 августа, на обратном пути, на 106-м километре Чуйского тракта (Черепановский район Новосибирской области, координаты: 54°12′22″ с. ш. 83°19′27″ в. д.) микроавтобус столкнулся с грузовым автомобилем МАЗ. В результате этого дорожно-транспортного происшествия погибли все шесть пассажиров микроавтобуса: Татьяна Снежина, директор МКЦ «Пионер» Сергей Бугаёв, кандидат наук Шамиль Файзрахманов, директор аптеки «Мастервет» Игорь Головин, его супруга Ирина и их пятилетний сын Влад.
Существуют две главные версии катастрофы. Согласно одной из них, водитель «Nissan» пошёл на обгон и из-за правостороннего расположения руля не заметил мчащийся навстречу грузовик. Согласно другой версии, сам МАЗ неожиданно резко затормозил, и его прицеп занесло на встречную полосу (незадолго до катастрофы прошёл дождь).
Изначально Снежина была похоронена в Новосибирске на Заельцовском кладбище, но чуть позднее тело было перезахоронено на Троекуровском кладбище (1-й уч.) в Москве. На Заельцовском кладбище остался только памятник-кенотаф.

## Наследие. Память
Снежина написала более 200 песен, большинство из которых сначала исполняла сама. Песня в исполнении Аллы Пугачёвой «Позови меня с собой» была спета после смерти Снежиной в 1997 году. Это событие послужило отправной точкой написания стихов, посвящённых Татьяне Снежиной.
С 1996 года песни Татьяны Снежиной начинают петь другие исполнители: Иосиф Кобзон, Кристина Орбакайте, Лолита Милявская, Татьяна Овсиенко, Михаил Шуфутинский, Лада Дэнс, Лев Лещенко, Николай Трубач, Алиса Мон, Татьяна Буланова, Евгений Кемеровский, Аскер Седой и др. Популярны многочисленные музыкальные композиции на её музыку. Её музыка звучит в кинофильмах.
Поэзия Снежиной благодаря своей внутренней мелодичности вдохновляет многих композиторов на написание новых песен на её стихи (Е. Кемеровский, Н. Трубач и др.).
В 1997, 1998, 1999 годах Татьяна Снежина посмертно становилась лауреатом премии «Песня года». В 1998-м лауреат премии «Овация» — шлягер года и композитор года. Существует награда имени Татьяны Снежиной — «Серебряная снежинка» за вклад в помощь молодым талантам. Одной из первых эта статуэтка была вручена Алле Пугачёвой.
На Алтае в 1998 году в честь Татьяны Снежиной названа вершина горного массива Джунгарского Алатау. Вершина была впервые покорена в итоге целевой экспедиции группы молодых российских альпинистов, вдохновлённых Татьяной Снежиной. На вершине была заложена капсула с портретом Снежиной и книгой её стихов «Что сто́ит жизнь моя».
В 2006 году в школе № 97 (ранее школа № 874) г. Москвы, где Татьяна Снежина училась с 1981 по 1989 годы, силами педагогического коллектива на основании официального решения правительства Москвы открыт «Литературно-музыкальный музей памяти Т. Снежиной».
В 2008 году на Украине учреждена литературная премия Межрегионального союза писателей страны им. Татьяны Снежиной и соответствующая памятная медаль. Ежегодно лучшие поэты-песенники номинируются на эту награду.
В 2008 году в Новосибирске учреждён и ежегодно проводится широкомасштабный региональный телевизионный конкурс молодых исполнителей эстрадной песни «Ордынка», посвящённый памяти Т. Снежиной и С. Бугаёва.
В городе Луганске в 2010 году решением властей в центре города был установлен бронзовый памятник Татьяне Снежиной. Автор скульптуры — Евгений Чумак. Начиная с 2012 года в майские дни у памятника ежегодно проходит творческий Фестиваль «Душа», посвященный её памяти. В них участвуют лауреаты литературной премии Татьяны Снежиной, Межрегиональный союз писателей, молодые поэты и барды Луганска, вокальные и танцевальные коллективы центров детского и юношеского творчества и школ города, областная библиотека им. М. Горького.
В Новосибирске в 2011 году в честь Татьяны Снежиной названа одна из новых улиц.
С 2012 года новосибирский велоклуб «Райдер» проводит ежегодный «Велопробег памяти Татьяны Снежиной» по маршруту Новосибирск — 106 км Черепановской трассы (место гибели поэтессы).
С 2012 года в Москве проводится ежегодный «Международный фестиваль школьного творчества памяти Татьяны Снежиной» в дату, приуроченную ко дню рождения поэтессы.
14 мая 2013 года в Новосибирске на улице Татьяны Снежиной по инициативе поклонников Татьяны Снежиной и решением властей города установлена бронзовая пятиметровая стела, посвящённая Снежиной. Авторы скульптуры — главный художник Новосибирска Юрий Бурика и томский скульптор Антон Гнедых. Стела в виде стилизованного паруса-арфы с силуэтом юной поэтессы увековечивает не только образ самой Татьяны, но и одной из её наиболее знаменитых произведений — на переднем плане композиции изображён нотный стан с первыми нотами песни «Позови меня с собой».
В 2008 году был запущен проект по технической обработке (современная аранжировка и ремастеринг) архивных записей авторского исполнения Татьяной Снежиной её песен. В 2009 году вышел первый альбом этого проекта — «За самой синей высотой», в который вошли 13 песен, из них только одна — «Мы в этой жизни только гости…» — ранее была известна в исполнении Аллы Пугачёвой. Уже издано 6 альбомов этого проекта.

## Книги стихов
- Первый сборник стихов и песен Снежиной назывался «Что сто́ит жизнь моя?» и вышел в свет в 1996 году.
- Снежина Т. Позови меня с собой. — М.: Вече, 2002. — 464 с. — ISBN 5-7838-1080-0
- Снежина, Татьяна. Звезда моя. — М.: Эксмо, 2007. — 400 с. — ISBN 5-699-17924-0
- Я забираю грусть твою — М.: Эксмо, 2007. — 352 с. — ISBN 978-5-699-21387-0
- Татьяна Снежина. Стихи о любви — М.: Эксмо, 2007. — 352 с. — ISBN 978-5-699-23329-8
- Не жалею ни о чём — М.: Эксмо, 2008. — 352 с. — ISBN 978-5-699-19564-0, 5-699-19564-5
- Зыбкой жизни моей силуэт — М.: Эксмо, 2008. — 320 с. — ISBN 978-5-699-29664-4
- В составе — Стихи любимым женщинам — М.: Эксмо, 2008. — 736 с. — ISBN 978-5-699-26427-8
- Татьяна Снежина. Стихи любимым. (Подарочное иллюстрированное издание) — М.: Эксмо, 2009. — 352 с. — ISBN 978-5-699-38024-4
- в составе — Я так тебя люблю — М.: Эксмо, 2009. — 416 с. — ISBN 978-5-699-26427-8
- Татьяна Снежина. О любви — М.: Эксмо, 2010. — 352 с. — ISBN 978-5-699-44722-0
- Татьяна Снежина. Лирика. (Подарочное иллюстрированное издание) — М.: Эксмо, 2010. — 400 с. — ISBN 978-5-699-39965-9
- Снежина Т. Позови меня с собой. — М.: Вече, 2011. — 464 с. — ISBN 978-5-9533-5684-8
- Снежина Т. Позови меня с собой. (Дополненное и обновлённое издание сборника 2011 г.) — М.: Вече, 2014. — 464 с. — ISBN 978-5-4444-2078-2
- Снежина Т. Сон дальних странствий.(Подарочное иллюстрированное издание крупного формата) — М.: Вече, 2015. — 256 с. — ISBN 978-5-4444-3032-3
- Снежина Т. Позови меня с собой. (Юбилейное переиздание книги 2017 г.) — М.: Вече, 2017. — 464 с. — ISBN 978-5-4444-6241-6

## Книги стихов и прозы
- Хрупкой любви след — М.: Эксмо, 2008. — 752 с. — ISBN 978-5-699-28345-3;
- Татьяна Снежина. Душа как скрипка (Подарочное издание. Стихи, проза, биография). — М.: Эксмо, 2010. — 512 с. — ISBN 978-5-699-42113-8
- Татьяна Снежина. Свеча на ветру (Стихи, проза, биография). — М.: Эксмо, 2017.- 512 c. — ISBN 978-5-699-98232-5

## Книги прозы
- Татьяна Снежина. Дождь, (Подарочное иллюстрированное издание). — М.: Вече, 2012. — 468 с. — ISBN 978-5-9533-6451-5[23]

### Книги о Татьяне Снежиной
- Кукурекин Юрий. Известные и известные-неизвестные луганчане — Украина. 2008[24].
- Кукурекин Юрий, Ушкал Владимир. Пусть меня унесут белы лебеди… — Украина.2013[25].
- Кукурекин Юрий, Ушкал Владимир. Только миг в полёте — Украина. 2013 — УДК 82.312.6[26]

## Дискография
| 1995 — «Вспомни со мной» |
| --- |
| Премьерный авторский магнитоальбом - Выпущен: 29 сентября 1995 - Формат: CC - Жанр: поп-музыка, авторская песня - Страна: Россия - Язык песен: русский 1. Город мой 2. Было время 3. Роза 4. Твой первый дождь 5. Морячок 6. Нас больше нет 7. Фигаро 8. Ты говорил о любви 9. Праздник лжи 10. Сон 11. Фантазия снега 12. Перекресток 13. Позови меня с собой 14. Казанова 15. Дом на высокой горе 16. Я забываю тебя 17. Я и ты 18. Письма твои 19. Спроси меня 20. Будь со мной 21. Патефон |

| 1998 — «Позови меня с собой» |
| --- |
| Песни Татьяны Снежиной в исполнении звёзд российской эстрады - Выпущен: январь 1998 - Формат: CC, CD - Жанр: поп-музыка, поп-дэнс - Страна: Россия - Язык песен: русский 1. Алла Пугачёва — Позови меня с собой 2. Михаил Шуфутинский — Сколько лет 3. Лада Дэнс — Нас больше нет 4. Иосиф Кобзон — Праздник лжи 5. Вкус мёда — Казанова 6. Татьяна Овсиенко — Сон 7. Алиса Мон — Снежинка 8. Иосиф Кобзон — Я и ты 9. Елена Борисенко — Как я тебя оставлю 10. Лев Лещенко — Морячок 11. Лолита (кабаре-дуэт «Академия») — Дом на высокой горе 12. Кристина Орбакайте — Музыкант 13. Лада Дэнс — Будь со мной 14. Вкус мёда — Фантазия снега 15. Елена Борисенко — Осень 16. Лев Лещенко — Было время 17. Михаил Шуфутинский — Осталась память 18. Вкус мёда — Перекрёсток 19. Николай Трубач — Что стоит жизнь моя 20. Иосиф Кобзон — Письма твои 21. Евгений Кемеровский — Небо над нами 22. Татьяна Снежина — Последний день осени 23. Алла Пугачёва — Мы в этой жизни только гости… |

| 2003 — «Вспомни со мной. Переиздание» |
| --- |
| Переиздание альбома Татьяны Снежиной «Вспомни со мной» - Выпущен: октябрь 2003 - Лейблы: «Монолит», «Союз Мьюзик» - Формат: CC, CD - Жанр: поп-музыка, авторская песня - Страна: Россия - Язык песен: русский CD1 1. Город мой 2. Было время 3. Роза 4. Твой первый дождь 5. Морячок 6. Нас больше нет 7. Фигаро 8. Ты говорил о любви 9. Праздник лжи 10. Сон CD2 1. Фантазия снега 2. Перекресток 3. Позови меня с собой 4. Перекрёсток 5. Юный казанова 6. Дом на высокой горе 7. Я забываю тебя 8. Я и ты 9. Письма твои 10. Спроси меня 11. Патефон |

| 2009 — «За самой синей высотой» |
| --- |
| «За самой синей высотой» — премьерное издание диска, открывающего уникальный проект «Все песни Татьяны Снежиной», включающий в себя ранее не изданные записи авторского исполнения Татьяны Снежиной своих песен из семейного архива. - Выпущен: 20 октября 2009 - Формат: CD - Жанр: поп-музыка, пауэр-поп, авторская песня - Страна: Россия - Язык песен: русский 1. Туман над городом 2. Не улетай, лето 3. Твой портрет 4. Только бы повезло 5. Мы в этой жизни только гости… 6. За самой синей высотой 7. Виновата ли зима? 8. Я буду ждать тебя 9. Трамвайчик старенький 10. Не буду скучать 11. Колыбельная 12. Шуточная об осени 13. Пусть я жила без времени… |

| 2010 — «Тревожный лепесток свечи» |
| --- |
| «Тревожный лепесток свечи» — второй диск, продолжающий серию Уникального проекта «Все песни Татьяны Снежиной», включающий в себя записи из её семейного архива. - Выпущен: 20 августа 2010 - Формат: CD, MP3 - Жанр: поп-музыка, пауэр-поп, авторская песня - Страна: Россия - Язык песен: русский 1. Обь-река 2. Тревожный лепесток свечи 3. Прощанье 4. Позови меня с собой (версия 2010 года) 5. Эхо дождя 6. Растает сон 7. Библия любви 8. Я — память 9. Я сегодня далеко 10. В Ялте зима 11. Я за тобой во сне приеду 12. В пустынной задумчивой ночи 13. Не ругайте меня 14. Снежинка 15. Жёлтые листья 16. Звезда моя |

| 2012 — «Ассоль» |
| --- |
| Диск выпущенный к сорокалетию со дня рождения Татьяны Снежиной. Третий диск — «Ассоль», продолжающий серию Уникального проекта «Все песни Татьяны Снежиной», включающий в себя записи из её семейного архива. - Выпущен: 28 сентября 2012 - Лейбл: «Мистерия звука» - Формат: CD, MP3 - Жанр: поп-музыка, пауэр-поп, поп-дэнс - Страна: Россия - Язык песен: русский 1. Ассоль 2. Музыкант 3. Регги 4. Лунный саксофон 5. Одиночество 6. Спаси и сохрани 7. Как я тебя оставлю 8. Эмансипация 9. Жёлтые листья 10. Пастораль 11. Я возвращаю всё на старый круг 12. Последний день осени 13. Здравствуй, я уже скучаю 14. Ворон 15. Ассоль (ремикс) 16. Последний день осени (ремикс) |

| 2013 — «Я возвращаюсь скоро» |
| --- |
| «Я возвращаюсь скоро» — четвёртый диск, продолжающий серию Уникального проекта «Все песни Татьяны Снежиной», включающий в себя записи из её семейного архива. - Выпущен: 14 мая 2013 - Лейбл: «Мистерия звука» - Формат: CD, MP3 - Жанр: поп-музыка, пауэр-поп, авторская песня - Страна: Россия - Язык песен: русский 1. Листопад 2. Мне не станет больнее 3. Я тебя покидаю, прощай 4. Давай о нас не говорить 5. Я возвращаюсь скоро 6. Семь дней с тобой 7. Билет до Ленинграда 8. В конце пути 9. Ты так далеко |

| 2015 — «Грусть крылом взмахнула» |
| --- |
| 20 августа 2015 года вышел пятый альбом песен Татьяны Снежиной в авторском исполнении, изданный компанией «Мистерия звука» под названием «Грусть крылом взмахнула». - Выпущен: 20 августа 2015 - Лейбл: «Мистерия звука» - Формат: CD, MP3 - Жанр: поп-музыка, пауэр-поп, авторская песня - Страна: Россия - Язык песен: русский 1. Грусть крылом взмахнула 2. Песочный замок 3. Ах, если б… 4. Мой далёкий милый 5. Там, где сны мои… 6. Ты с другой 7. Всё прошло 8. Сержант 9. Эти глаза 10. Сегодня всё не так 11. За летом осень сожжёт мосты 12. Домой 13. Мой город 14. Грусть крылом взмахнула (минус) |

| 2017 — «Я не могу без тебя» |
| --- |
| 08 июня 2017 года вышел шестой альбом песен Татьяны Снежиной в авторском исполнении, изданный компанией «Мистерия звука» под названием «Я не могу без тебя». - Выпущен: 08 июня 2017 - Лейбл: «Мистерия звука» - Формат: CD, MP3 - Жанр: поп-музыка, ретро-эстрада, авторская песня - Страна: Россия - Язык песен: русский 1. Мой старый дом 2. На далекой станции 3. Ночь пришла 4. Млечного пути мостик 5. Ты где-то там… 6. Маленькая Ялта 7. Летит самолёт над грешной землей 8. Старый фотоальбом 9. Ностальгия 10. Я не могу без тебя 11. Ностальгия (минус) |